# Fredonia (North Dakota)
Fredonia is een plaats (city) in de Amerikaanse staat North Dakota, en valt bestuurlijk gezien onder Logan County.

## Demografie
Bij de volkstelling in 2000 werd het aantal inwoners vastgesteld op 51.
In 2006 is het aantal inwoners door het United States Census Bureau geschat op 45, een daling van 6 (-11,8%).

## Geografie
Volgens het United States Census Bureau beslaat de plaats een oppervlakte van
0,6 km², geheel bestaande uit land. Fredonia ligt op ongeveer 627 m boven zeeniveau.

## Plaatsen in de nabije omgeving
De onderstaande figuur toont nabijgelegen plaatsen in een straal van 36 km rond Fredonia.